# مانوئل زیتس
مانوئل زیتس (انگلیسی: Manuel Zeitz؛ زادهٔ ۱ اوت ۱۹۹۰) بازیکن فوتبال اهل آلمان است.
از باشگاه‌هایی که در آن بازی کرده‌است می‌توان به باشگاه فوتبال پادربورن، باشگاه فوتبال انرژی کوتبوس، باشگاه فوتبال زاربروکن، و باشگاه فوتبال نورنبرگ اشاره کرد.
وی همچنین در تیم ملی فوتبال زیر ۲۰ سال آلمان بازی کرده‌است.